# هنري تيرنر
هنري تيرنر (بالإنجليزية: Henry Turner)‏ مواليد 18 أغسطس 1966
، هو لاعب كرة سلة مكسيكي سابق بدأ مسيرته الاحترافية في سنة 1988. يبلغ طوله 5 قدم 6 بوصة (1.7 م). اعتزل اللعب في 2002.

## فرق لعب لها
- سكرامنتو كينغز
- كولادو فيلابا
- نادي بانيونيس لكرة السلة
- سكرامنتو كينغز

## روابط خارجية
- هنري تيرنر على موقع إن بي أي (الإنجليزية)
- هنري تيرنر على موقع سبورتس رفرنس (الإنجليزية)
- هنري تيرنر على موقع الدوري الإسباني لكرة السلة (الإسبانية)
- هنري تيرنر على موقع كرة السلة الأوروبية.كوم (الإنجليزية)
- هنري تيرنر على موقع كلية كرة السلة في سبورتس رفرنس.كوم (الإنجليزية)
- هنري تيرنر على موقع ريلجم (الإنجليزية)
- هنري تيرنر على موقع بروبوليرز (الإنجليزية)
- هنري تيرنر على موقع سبورتس رفرنس (الإنجليزية)